# Maciej Biskupski
Maciej Biskupski (ur. 3 marca 1984 w Rudzie Śląskiej) – polski socjolog, działacz samorządowy, w latach 2018–2024 przewodniczący Rady Miasta Katowice, w latach 2024–2025 wiceprezydent Katowic, a od 2025 roku wiceprzewodniczący zarządu Górnośląsko-Zagłębiowskiej Metropolii.

## Życiorys
Absolwent IV Liceum Ogólnokształcącego im. gen. S. Maczka w Katowicach. Ukończył socjologię na Uniwersytecie Śląskim w Katowicach, uzyskując tytuł magistra, a także studia podyplomowe z zakresu marketingu i zarządzania na Uniwersytecie Ekonomicznym w Katowicach. Następnie rozpoczął studia doktoranckie w Uniwersytecie Ekonomicznym w Katowicach. W 2021 roku uzyskał tytuł Master of Business Administration Akademii WSB i EY Academy of Business. W trakcie studiów był Przewodniczącym Samorządu Studenckiego Uniwersytetu Śląskiego oraz przez dwie kadencje członkiem władz statutowych Parlamentu Studentów Rzeczypospolitej Polskiej. Był także prezesem Stowarzyszenia Absolwentów IV Liceum Ogólnokształcącego im. gen. S. Maczka w Katowicach.
Od 2011 roku był jednym z najbliższych współpracowników prezydenta Katowic Piotra Uszoka jako jego asystent. 
W 2014 roku został radnym Rady Miasta Katowice VII kadencji przy poparciu 1 640 osób w okręgu nr 5 (Wełnowiec-Józefowiec, Koszutka, Bogucice, Zawodzie) z list Komitetu Wyborczego Wyborców Forum Samorządowe i Piotr Uszok. W trakcie kadencji 2014–2018 był przewodniczącym Klubu Radnych Forum Samorządowe i Marcin Krupa. Pełnił funkcję wiceprzewodniczącego Komisji Budżetu oraz był członkiem Komisji Rewizyjnej i Komisji Polityki Społecznej.
W 2018 roku został wybrany do Rady Miasta Katowice ponownie w okręgu nr 5 z Komitetu Wyborczego Wyborców Forum Samorządowe i Marin Krupa, uzyskując 2 831 głosów. Podczas I sesji VIII kadencji Rady Miasta Katowice (2018–2024), 22 listopada 2018 roku został powołany na przewodniczącego Rady Miasta Katowice, zastępując Krystyne Siejnę. W trakcie kadencji 2018–2024 zasiadał w Komisji Organizacyjnej, której był przewodniczącym, a także w komisjach Budżetu Miasta, Rozwoju Miasta i Klimatu.
W wyborach samorządowych 7 kwietnia 2024 roku z tego samego komitetu wyborczego i w tym samym okręgu wyborczym ponownie uzyskał reelekcję, zdobywając 2 042 głosów. 10 czerwca 2024 roku został powołany na stanowisko wiceprezydenta Katowic. Zastąpił on na tym stanowisku Jerzego Woźniaka, który pełnił tę funkcję od 2019 roku. 29 kwietnia 2025 roku został wybrany wiceprzewodniczącym zarządu Górnośląsko-Zagłębiowskiej Metropolii, a jego miejsce na stanowisku wiceprezydenta Katowic objął Maciej Stachura, dotychczasowy sekretarz miasta.

## Życie prywatne
Życiowo związany jest z Katowicami. Żonaty z Natalią, mają trójkę dzieci.